# 4493 Naitomitsu
4493 Naitomitsu è un asteroide della fascia principale. Scoperto nel 1988, presenta un'orbita caratterizzata da un semiasse maggiore pari a 3,0227481 UA e da un'eccentricità di 0,0709153, inclinata di 9,00718° rispetto all'eclittica.
L'asteroide è dedicato a Mitsu Naito, madre di Chiaki Naito-Mukai, prima astronauta giapponese.